# Spaniel

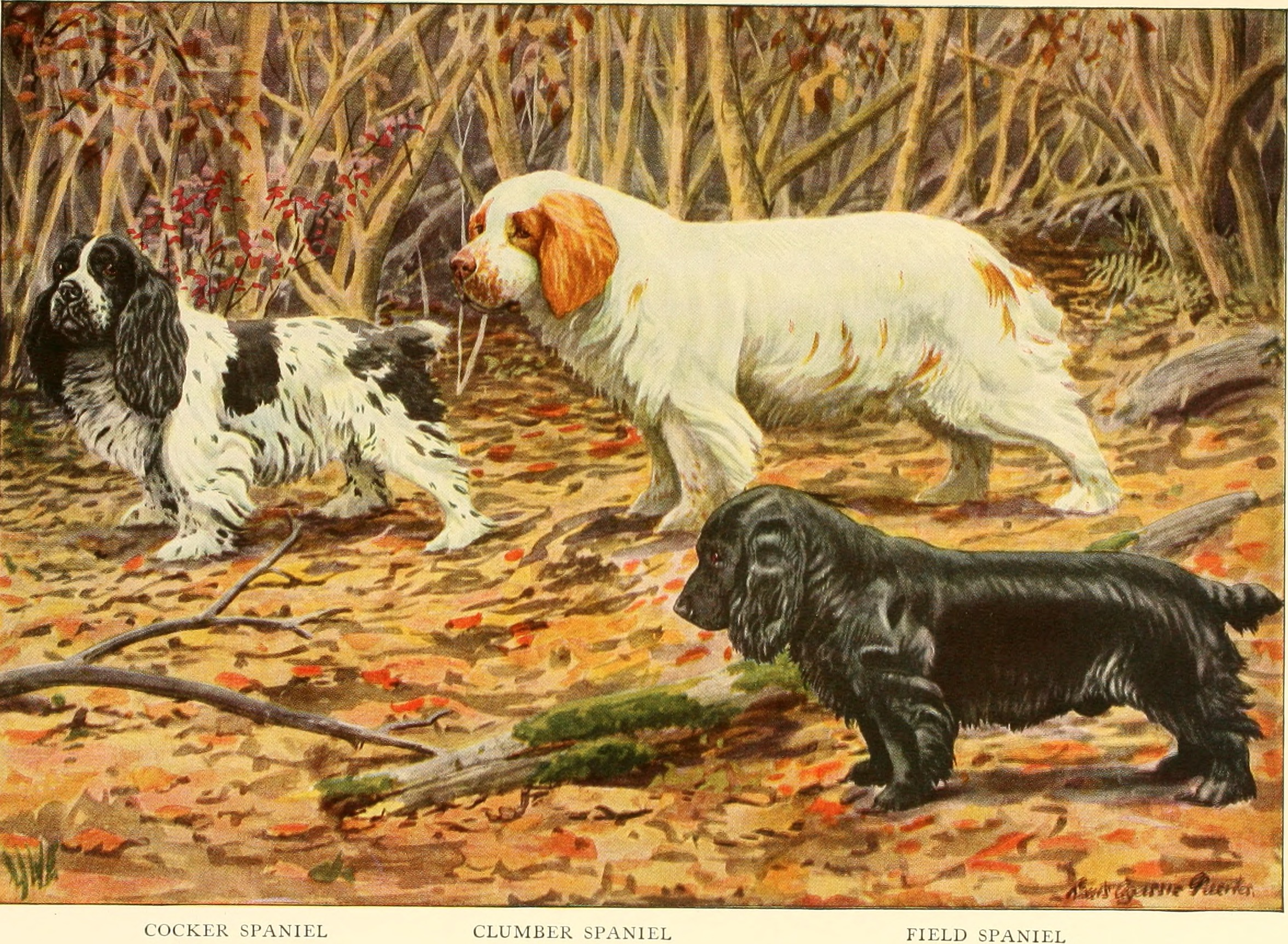
Ilustração de cães do tipo Spaniel, 1919. The book of dogs: an intimate study of mankind's best friend.

Spaniel é uma categoria de cães de caça que inclui muitas raças.
Os spaniels, ou cães levantadores de caça, formam um grupo de cães de caça, com pelo sedoso (liso ou levemente ondulado). A função desses cães é, pelo faro, encontrar e levantar (ou desalojar) aves selvagens, como patos, gansos, galinhas e codornas selvagens, para que o caçador possa abatê-las com arma de fogo em pleno voo. Assim que o caçador abate a ave, é tarefa do cão procurar o local onde a caça caiu e trazê-la de volta ao seu dono.

## História

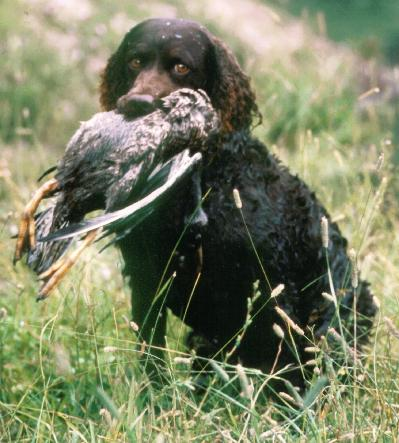
Cão da raça American water spaniel

São usados desde a Idade Média na arte da falcoaria, levantando a caça para que o falcão a abatesse. Com o invento das armas de fogo, o falcão perdeu sua função, porém não o cão.
Não se sabe ao certo a origem da palavra "spaniel". Alguns acreditam que seja uma referência à Espanha. É fato que registros de cães semelhantes aos modernos spaniels foram encontrados por toda Península Ibérica, porém, em datas anteriores ao próprio nome "Espanha". Outras pessoas acreditam que seja uma referência à palavra celta "spain", que quer dizer "coelho", mostrando que possivelmente sua função original não fosse a caça de aves.

## Raças
São alguns exemplos de raças de spaniels:
- Cocker Spaniel Inglês
- Field Spaniel
- Sussex Spaniel
- English Water Spaniel
- Irish Water Spaniel
- Cocker Spaniel Americano
- Springer Spaniel Inglês

Na FCI os spaniels estão no grupo 8, seção 2: